# Berthold von Kern

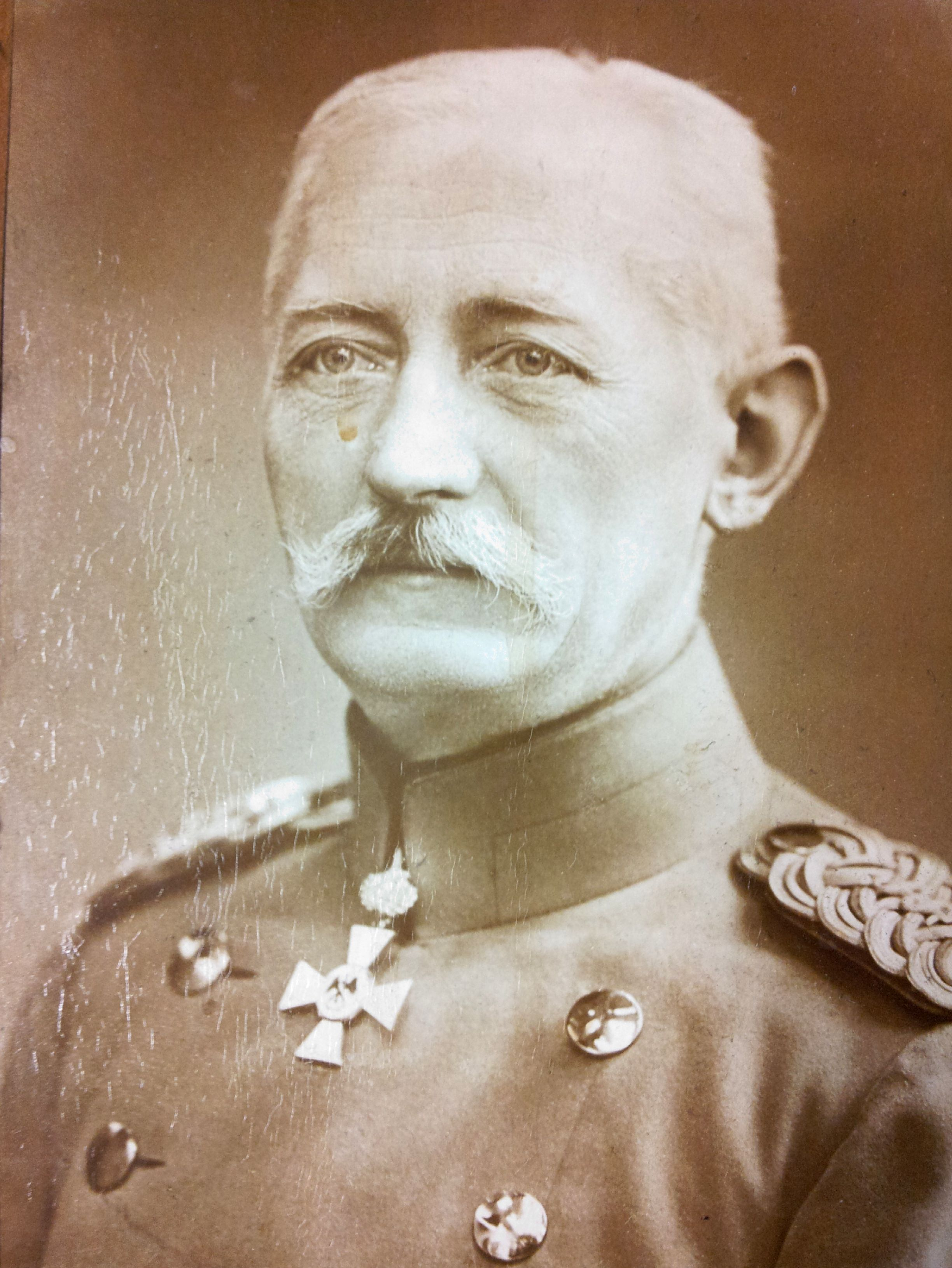
Berthold von Kern – im Rang eines Generalleutnants

Berthold Kern, seit 1913 von Kern (* 5. Dezember 1848 in Münsterberg, Provinz Schlesien; † 12. April 1940 in Berlin) war ein deutscher Sanitätsoffizier, Hochschullehrer und Philosoph.

## Leben
Er war der älteste Sohn des preußischen Regierungssekretärs Gustav Kern. Sein Großvater Heinrich Wilhelm Gustav Kern war Bürgermeister in Lobsens.
Nach dem Abitur am Elisabet-Gymnasium (Breslau) studierte Kern an der Schlesischen Friedrich-Wilhelms-Universität Breslau zunächst Philosophie. Er wechselte jedoch bald zur Medizin und wurde als Eleve in das Medicinisch-chirurgische Friedrich-Wilhelm-Institut aufgenommen. 1907 wurde er im Pépinière-Corps Franconia aktiv. Im Deutsch-Französischen Krieg nahm er als Unter-Lazarettgehilfe an der Belagerung von Metz teil. Er absolvierte 1872 das medizinische Staatsexamen und wurde zum Dr. med. promoviert. Im selben Jahr wurde er im  Pépinière-Corps Suevo-Borussia aktiv.
Vor der Approbation als Arzt im Jahre 1874 war Kern als Unterarzt am Königlichen Charité-Krankenhaus und im Füsilier-Regiment Nr. 38 tätig. Es folgte die Ernennung zum Assistenzarzt, sodann die zum Stabs- und Bataillonsarzt beim 5. Brandenburgischen Infanterie-Regiment Nr. 48 in Küstrin und beim Infanterie-Regiment Nr. 76 in Lübeck, wo Kern 1886 die regimentsärztliche Prüfung ablegte und mit Elsbeth von Roques-Maumont die Ehe schloss. In diesem und im vorangegangenen Jahr veröffentlichte Kern die ersten Abhandlungen zu ophthalmologischen Themen.
Ab 1889  war Kern Regimentsarzt beim 1. Badischen Leib-Dragoner-Regiment Nr. 20 in Karlsruhe. Dort erhielt er 1897 das Offizierspatent als Oberstabsarzt 1. Klasse. 1898 wurde er Divisionsarzt der von Paul von Hindenburg befehligten 28. Division des XIV. Armee-Korps, wurde zum Generaloberarzt (dem heutigen Oberfeldarzt) befördert und fungierte als Chefarzt des Garnisonlazaretts Karlsruhe. Die im Jahre 1901 erfolgte Ernennung zum Korpsarzt des II. Armee-Korps bedingte einen Umzug nach Stettin. Dort adoptierten die Eheleute Kern ihre bisherigen Pflegekinder Helene (Ella) und Curt.
Mit der Ernennung Kerns zum Subdirektor der Kaiser-Wilhelms-Akademie für das militärärztliche Bildungswesen siedelte die Familie 1903 nach Berlin über, wo Kern der Rang eines Generalmajors zuerkannt und er zum ordentlichen Professor der Staatsarzneikunde ernannt wurde. In dieser Zeit erschienen auch seine ersten Veröffentlichungen philosophischen Inhalts. Im Jahre 1909 wurde er auf dem Posten des Subdirektors abgelöst und zum Inspekteur der 2. Sanitätsinspektion in Berlin ernannt. An den Kaisermanövern nahm Kern, der inzwischen zum Obergeneralarzt befördert worden war, als Armeearzt bei den Armee-Kommandos Blau und Rot teil.
Die Friedrich-Wilhelms-Universität Berlin verlieh ihm 1910 den Ehrendoktor Dr. phil. h. c.
Am 16. Juni 1913 wurde Kern anlässlich des 25-jährigen Regierungsjubiläums von Wilhelm II. als König von Preußen in den erblichen preußischen Adel erhoben.  Auf eigenen Wunsch wurde er von der Preußischen Armee zur Disposition gestellt; denn er wollte sich nur noch philosophischen Studien und Publikationen widmen. Der Ausbruch des Ersten Weltkrieges brachte jedoch seine  dienstliche Reaktivierung mit sich. Kern wurde als Armeearzt der 8. und später der 9. Armee in Ostpreußen zugewiesen. In seiner Eigenschaft als Feldsanitätschef Ost trug er die Verantwortung für das gesamte Sanitätswesen einschließlich der militärärztlichen Versorgung an der Ostfront nebst Hinterland. Zuletzt trug er den Dienstgrad eines Generalleutnants.
In der Zwischenkriegszeit trat Kern mit weiteren Veröffentlichungen, u. a. zur Verteidigung des humanistischen Gymnasiums, hervor. Seiner vielbeachteten Vortragstätigkeit widmete er sich großenteils in der Mittwochsgesellschaft. Anlässlich seines 90. Geburtstages erhielt er 1938 die Goethe-Medaille für Kunst und Wissenschaft, eine Auszeichnung, mit der im Namen des Reichspräsidenten zwischen 1932 und 1944 ca. 600 Personen für ihr Lebenswerk geehrt wurden. Außerdem erhielt er 1939 noch den Charakter als Generaloberstabsarzt. Er wurde auf dem Friedhof Steglitz bestattet.

## Veröffentlichungen
- Kriegschirurgie des Sehorgans. Berlin 1890.
- Sehproben-Tafeln; mit besonderer Berücksichtigung des militärärztlichen Gebrauchs. Berlin 1904, 5. Aufl. 1920.
- Das Wesen des menschlichen Seelen- und Geisteslebens als  Grundriss einer Philosophie des Denkens. Berlin 1905. 2. Aufl. 1907.
- Über die Grenzen des gerichtsärztlichen Urteils in Fragen der Zurechnungsfähigkeit. Berlin 1906.
- Das Problem des Lebens in kritischer Bearbeitung. Berlin 1909.
- Das Erkenntnisproblem und seine kritische Lösung. Berlin 1910. 2. Aufl. 1911.
- Die psychische Krankenbehandlung in ihren wissenschaftlichen Grundlagen. Berlin 1910.
- Weltanschauungen und Welterkenntnis. Berlin 1911.
- Über den Ursprung der geistigen Fähigkeiten des Menschen. Berlin 1912.
- Ethik, Erkenntnis, Weltanschauungen. Leipzig 1913.
- Einleitung in die Grundfragen der Ästhetik. Berlin 1913.
- Humanistische Bildung und ärztlicher Beruf. Berlin 1913.
- Die Willensfreiheit.Berlin 1914.
- Die Religion in ihrem Werden und Wesen. Berlin 1919.
- Die Grund- und Endprobleme der Erkenntnis. Berlin 1938.